# Nathaly Herrera
Nathaly Marilu Herrera Huacre (ur. 4 stycznia 2002) – peruwiańska zapaśniczka walcząca w stylu wolnym.
Zajęła jedenaste miejsce na mistrzostwach panamerykańskich w 2023. Brązowa medalistka igrzysk Ameryki Południowej w 2022. Piąta na igrzyskach boliwaryjskich w 2022. Mistrzyni panamerykańska juniorów w 2022 i druga w 2019, a także wśród kadetów w 2016 roku.